# ELNA 4
ELNA 4 ist die Bezeichnung für eine Tenderlokomotivbauart für Privat- und Werksbahnen, die nach den Normen des Engeren Lokomotiv-Normen-Ausschusses (ELNA) gebaut wurde. Die Maschine hatte die Achsfolge C und war für den leichten Streckendienst ausgelegt. Sie ist die größere und schwerere Version der ELNA 1 und durch die seitlichen Wasserkästen zu unterscheiden.
Es sind insgesamt vier Lokomotiven bekannt, von denen drei Fahrzeuge von der Deutschen Reichsbahn übernommen und als 89 954, 89 6282 und 89 6676 bezeichnet wurden. Die Lokomotiven waren bis 1966 im Einsatz und wurden dann ausgemustert sowie verschrottet.

## Geschichte und Einsatz

### Vorgeschichte
Die kleinsten Lokomotiven der Bauform ELNA besaßen die Achsfolge C und waren wahlweise für Heiß- oder Nassdampf lieferbar. Ferner konnten die Kunden zwischen einem Treibraddurchmesser von 1100 oder 1200 mm wählen. Eine Quelle gibt an, dass der Typ ELNA 4 nicht gebaut worden sei, eine andere spricht von vier gebauten Lokomotiven, von denen zwei an die Rosenberger Kreisbahn und zwei an die Kleinbahn Gransee–Neuglobsow geliefert worden sein sollen.

### Rosenberger Kreisbahn
Die Lokomotiven für die Kleinbahnstrecke im Landkreis Rosenberg in Oberschlesien wurden in der Nassdampf-Ausführung geliefert. Die Lokomotive mit der Fabriknummer Orenstein & Koppel 11688 gelangte nach dem Zweiten Weltkrieg zur PKP, weitere Einzelheiten sind nicht bekannt. Die zweite Lokomotive, Fabriknummer 11687, kam nach dem Krieg zur Deutschen Reichsbahn.

### Kleinbahn Gransee–Neuglobsow
Die Gesellschaft kaufte bei Orenstein & Koppel zwei Lokomotiven für Heißdampf, sie waren die einzigen beiden Lokomotiven der Gesellschaft und trugen die Fabriknummern O&K 12158 bzw. 12159. Die Lokomotive 2 blieb bis nach dem Zweiten Weltkrieg bei der Gesellschaft.

### Lehniner Kreisbahn
Die Lok 1 wurde bereits 1928 an die Lehniner Kleinbahn abgegeben, wo sie die Nummer 2 erhielt. 1940 erhielt sie vom Landesverkehrsamt Brandenburg die Bezeichnung 2-40. Auch diese Lokomotive kam nach dem Zweiten Weltkrieg zur Deutschen Reichsbahn.

### Deutsche Reichsbahn 89 954, 6282, 6676
Eine Lokomotive der Rosenberger Kreisbahn wurde 1948 in 89 954 umgezeichnet. Die Lokomotive war 1950 und 1953 in Zwickau (Sachs) Hauptbahnhof stationiert und gelangte 1957 zum Bahnbetriebswerk Dresden-Altstadt, wo sie bis 1965 blieb. Die Laufeigenschaften der Lokomotiven haben nicht befriedigt, deshalb wurde sie vorrangig im Rangierdienst verwendet. 1965 kam die Lok noch einmal nach Zwickau, 1966 wurde sie an eine Papierfabrik in Crossen verkauft.
Die Lokomotive der Kleinbahn Gransee–Neuglobsow verblieb nach dem Zweiten Weltkrieg in Neuruppin und erhielt die Betriebsnummer 89 6282. Mit einer Achsfahrmasse von 14,9 t hätte sie in die Gruppe 8965 eingestuft werden müssen. Beheimatet blieb sie stets in Neuruppin und wurde dort 1966 ausgemustert.
Die Lokomotive der Lehniner Kleinbahn erhielt die Bezeichnung 89 6676. Die Lokomotive war nur kurz bei der Deutschen Reichsbahn und im Bahnhof Seddin eingesetzt. Bereits 1951 wurde sie ausgemustert und an die LOWA Wildau als Werklokomotive verkauft. 1963 kam die Lokomotive zu dem Baustoffkombinat Bitterfeld.

## Konstruktion
Alle ELNA-Lokomotiven der Achsfolge C besaßen einen Blechrahmen mit einer Plattenstärke von 20 mm, einen Langkessel, bestehend aus einem Schuss und liegend über dem Rahmen sowie den in den Rahmen T-förmig eingehängten Wasserkasten. Zusätzlich besaßen die Loks vom Typ ELNA 4 seitliche Wasserkästen. Der Stehkessel war verhältnismäßig kurz und nahm eine Feuerbüchse aus Kupfer auf. Die Kesselaufbauten waren nach Kundenwunsch ausgeführt und nicht einheitlich, ebenso die Bremseinrichtungen.
Die Steuerung war als Heusinger-Steuerung ausgeführt. Der Kreuzkopf war einschienig gestaltet. Das Führerhaus entsprach der Einheitsbauart der ELNA-Lokomotiven mit gewölbtem Dach und durchgehenden Lüftungsaufbau. Die Lokomotiven bei der Deutschen Reichsbahn besaßen die Indirekte Bremse von Knorr und eine Handbremse.